# Verband kommunaler Unternehmen
Verband kommunaler Unternehmen e.V. (VKU) (Foreningen af Kommunale Virksomheder e. V. (VKU)) er en tysk forening for kommunale virksomheder i Tyskland. VKU's medlemsvirksomheder kommer fra områderne energi- og vandforsyning, spildevandsbortskaffelse, telekommunikation samt affaldshåndtering og byrensning.

## Historie
Foreningen blev grundlagt i Rüdesheim am Rhein i 1949. Efter Anden Verdenskrig sikrede VKU en effektiv interessevaretagelse og styrkede samtidig præstationerne af de kommunale virksomheder. Efter DDR's sammenbrud i 1989 støttede VKU mange byer og samfund i Østtyskland i etableringen af kommunale virksomheder til forsyning af energi og vand. Siden 2011 har den tidligere uafhængige forening for kommunal affaldshåndtering og byrensning, VKS, været en del af VKU som en afdeling.

## Foreningen i dag
I hele Tyskland er over 1.550 medlemsvirksomheder med en samlet omsætning på omkring 141 milliarder euro og mere end 300.000 ansatte organiseret i VKU. I slutbrugersegmentet har medlemsvirksomhederne en markedsandel på 66 procent inden for elektricitet, 60 procent inden for naturgas, 89 procent inden for drikkevand, 88 procent inden for varme og 45 procent inden for spildevandsbortskaffelse. De håndterer også 31.500 tons affald hver dag og bidrager afgørende til, at Tyskland opnår den højeste genanvendelsesrate blandt medlemsstaterne i Den Europæiske Union på 67 procent. De leverer også bredbåndsinfrastruktur til mere end seks millioner kunder.
Foreningen organiserer teknisk og politisk arbejde inden for områderne energi, vand og spildevand, telekommunikation samt affaldshåndtering og byrensning. Den tager stilling i udarbejdelsen af love og regulativer, formulerer de fælles politiske positioner for VKU's medlemmer og forklarer dem til politikere og offentligheden. VKU's forlag har siden 1954 udgivet en avis for kommunale virksomheder som det medie med den bredeste rækkevidde i denne sektor.
Foreningen har hovedsæde i Berlin. Foreningen er repræsenteret med et kontor i Bruxelles, og på delstatsniveau med 12 statsgrupper, hvoraf hver har et kontor. Formanden, Ulf Kampf, for VKU har siden 2022 været borgmester i byen Kiel. Ingbert Liebing har været foreningens generalsekretær siden 2020.